# Ninoslav Kučan
 Ninoslav Kučan  (Breza kraj Sarajeva, Bosna i Hercegovina, 22. svibnja 1927. – Vidova gora na otoku Braču, 22. kolovoza 1994.), hrvatski arhitekt.

## Biografija

### Djetinjstvo i školovanje
Ninoslav Kučan rođen je 22. svibnja 1927. godine u Brezi kraj Sarajeva gdje je njegov otac radio kao rudarski inženjer. Nakon toga s obitelji se seli u Kakanj, Ljubljanu, a 1937. godine u Beograd. Tijekom Drugog svjetskog rata s obitelji se doselio u Zagreb. U Zagrebu još kao nezavršeni gimnazijalac upisao je Likovnu akademiju. No, zbog neispunjenih uvjeta studij na akademiji prekida nakon prvog semestra. 
1945. godine pred sam kraj rata upisuje studij arhitekture na tadašnjem Tehničkom fakultetu. U isto vrijeme nestaje njegov stariji brat Mladen koji je bio pripadnik SKOJ- a. Već kao studenta Ninoslava Kučana zamjećuju njegovi profesori. Demonstrator je kod Zvonimira Vrkljana, Vladimira Turine i Zdenka Strižića. Tijekom studija surađivao je sa Strižićem pri izradi projekta malog „paviljonskog“ objekta na Plitvicama, a s Turinom pri izradi idejnog projekta za sportski centar s otvorenim i zatvorenim plivalištem na Delti u Rijeci.
Pred kraj studija kratko je vrijeme radio u Urbanističkom institutu NR Hrvatske.

### Djelovanje
Nakon završetka fakulteta, 1951. godine kratko vrijeme Ninoslav Kučan radi u Skoplju na tamošnjem Tehničkom fakultetu kao asistent arhitekta Antuna Ulricha.
Od 1952. do 1954. godine u Zagrebu radi kao Ulrichov suradnik u Projektnom birou Ulrich. U Ulrichovom je atelijeru koautor i suradnik na više natječajnih i izvedbenih projekata.
Od 1954. godine u Zagrebu radi na Arhitektonskom odjelu tadašnjeg Tehničkog fakulteta. Ondje će biti asistentom sve do 1966. godine. 
U tom razdoblju surađuje s Radovanom Nikšićem i Petrom Kušanom pri izradi projekata za zgradu radničkog sveučilišta „Moše Pijade“ u Zagrebu ( natječajni projekt 1955., realizacija 1956. – 1961.). Odmah potom realizirana je u Zagrebu prema njegovom projektu i Palača pravde (1962. – 1966.).
Godine 1962. oženio se s arhitekticom Vjerom Kirchmayer koja će biti potpisivana kao koautorica na njegovim mnogim projektima.
1966. godine odlazi s fakulteta i zapošljava se kao vodeći projektant Arhitektonsko-građevinskog sektora Instituta za naftu u Zagrebu. No, već za godinu dana odlazi u Njemačku gdje radi kao projektant Građevnog poduzeća Interbau GMBH prvo u Münchenu a potom u Kölnu. Tada projektira veliko stambeno naselje u Unterpfaffenhofenu kraj Münchena (1968.).
1969. godine dolazi u Rijeku. Dolaskom u Rijeku počinje njegov veliki kreativni uspon.Ondje se zapošljava u Rijeka projektu, gdje postaje pročelnikom Odjela za arhitekturu i urbanizam. Vrlo brzo Kućan u Rijeci postaje jedan od vodećih arhitekata. Tada nastaju i njegova najznačajnija ostvarenja, poput robne kuće Rijeka RI (1974.), te telekomunikacijskog centra na Kozali (1973. – 1976) i Telefonsko-telegrafskog centra u Puli (1974.). Također je projektirao i brojne stambene objekte, kao i čitava naselja, poput naselja Krnjevo, koje je izvedeno u manjem opsegu od predviđenog (1971. – 1989.).
1987. godine na Arhitektonskom fakultetu u Zagrebu stječe magisterij na temu „Studija korištenja stambenog prostora Stambenog naselja Krnjevo. Potom postaje i mentor na poslijediplomskom studiju kod arhitekta Miroslava Begovića.
Arhitekt Ninoslav Kučan ostaje vrlo aktivan i nakon umirovljenja 1990. godine sve do naprasne smrti. Naime tragično je preminuo 22. kolovoza 1994. godine na Vidovoj gori kraj Bola na otoku Braču.

## Ostvarenja i natječajni radovi

### Ostvarenja
- Trideset izložbenih prostora i paviljona na Zagrebačkom velesajmu, 1948.

- Prenosna izložba APZ- a i dekoriranje Trga bana Jelačića u Zagrebu, 1949.

- Stambena zgrada Jugoslavenske linijske plovidbe, Rijeka, 1953.

(Koautor: Antun Ulrich)
- Osmogodišnja škola Pantovčak u Zagrebu, 1953. – 1957.

(Koautor: Antun Ulrich)
- Stambena zgrada Željezničko-građevnog poduzeća „Vladimir Gortan“ u Zagrebu, 1953. – 1956.

(Autor projekta: Antun Ulrich, suradnik: Ninoslav Kučan)
- Radničko sveučilište „Moša Pijade“ u Zagrebu, 1956. – 1961.

(Koautor: Radovan Nikšić)
- Paviljon za izložbu „Porodica i domaćinstvo“ na Zagrebačkom velesajmu, 1958. – 1959. 1959. paviljon je prenesen u Prašku ulicu, kasnije je izgorio u požaru

(Koautor: Aleksandar Dragomanović) 
- Zgrada sudova i pravosudne uprave u Zagrebu (Palača pravde), 1962. – 1970.

(Koautor: Ana Neidhardt Kučan)
- Glavna trafostanica Tvornice dušičnih gnojiva u Kutini, 1966.

- Prateći objekti termoelektrane Sisak, 1966.

- Oblikovanja dimnjaka termoelektrane Sisak, 1967.

(Koautor: Sergije Kolobov)
- Glavna pogonska zgrada, kotlovnica i generator termoelektrane Sisak, 1967.

- Stambeno naselje s opskrbnim i rekreacionim centrom šireg područja u Unterpfaffenhofenu kod  Münchena, 1968.

- Stambeno naselje starijih ljudi u Bad Salzuflenu, 1969.

- Dječji vrtić Zamet u Rijeci, 1969.

- Adaptacija zgrade općine u Labinu, 1969.

- Stambeni objekti Podmurvice u Rijeci, 1970.

- Rukometni stadion na zametu u Rijeci, 1970.

- Stadion za sportove na vodi na Grčevu u Rijeci, 1970.

- Kuglana u Marinićima, 1970.

- Gradska loža s dogradnjom restorana u Labinu, 1970.

- Robna kuća RI u Rijeci, 1970. – 1974.

(Koautori: Boris Babić i Vjera Kučan)
- Djelomična realizacija sportsko-rekreativne zone oko stadiona Kantrida u Rijeci

- Djelomična realizacija FKK Vrsar, centar naselja, 1970.

- Urbanističko rješenje obale Kačjak- Dramalj- Crikvenica- Selce, 1970.

- Urbanističko-arhitektonsko rješenje područja Krnjevo u Rijeci, djelomična realizacija, 1971. – 1989.

- Dječji vrtić u Labinu, 1971. – 1972.

- Stambena zgrada Vulkan s 80 stanova, Grčevo, Rijeka, 1972.

- Tipski stambeni objekti za naselje Trošine u Opatiji, 1972.

- Stadion kantrida u Rijeci, 1972.

- Djelomična realizacija urbanističkog uređenja zone sportova na Kantridi u Rijeci, 1972.

- Otvoreni bazen s gledalištem i klupski dom na kantridi u Rijeci, 1972.

- Relejna stanica s tornjem na vrhu Učke, 1972.

- Međumjesni telefonsko – telegrafski centar u Opatiji, 1973.

- Sportska dvorana u Labinu, 1973.

- Tvornica poljoprivrednih strojeve u Labinu, 1973.

- Međumjesni telefonsko – telegrafski centar na Kozali u Rijeci, 1973. – 1976.

- Hotel Lika, Gospić, 1973. – 1978.

- Međumjesni telefonsko – telegrafski centar u Puli, 1974.

- Obnova i rekonstrukcija Kazališta „Ivan Zajc“ u Rijeci, 1974.

- Adaptacija Projektnog zavoda Rijeka, Rijeka, 1975.

- Međumjesni telefonsko – telegrafski centar na Sušaku, 1976.

- Uslužni objekt uprave i poslovanja groblja Kozala u Rijeci, 1976.

- Međumjesni telefonsko – telegrafski centar u Pazinu, 1977.

- I. etapa obnove i dogradnje HNK u Osijeku, 1979.

- Stambeno naselje Dobrota u Kotoru, 1980.

- Ugostiteljsko-rekreacioni centar u Kotoru, 1981.

- Međumjesni telefonsko – telegrafski centar u Umagu, 1982.

- Dvije stambene zgrade na Krnjevu u Rijeci s pješačkom zonom i podzemnim garažama, 1983.

- Sportski centar turističke zone u Novalji, 1983.

- Restoran i plesna dvorana uz hotele u Novalji na Pagu, 1983.

- Stambena zgrada sa 100 stanova na Krnjevu u Rijeci, 1984.

- Stambeno naselje u Srdočima u Rijeci, 1985.

- Odmaralište jadrolinije u Fužinama, 1988.

(Koautor: Vjera Kučan)
- Obiteljska kuća Hlača u Jadranovu, 1990.

- Cestovni nathodnik Vlahov breg, 1990.

- Mrtvačnica u Belgradu, 1991.

(Koautor: Vjera Kučan)
- Crkva sv. Ane u Malom Lugu u Gorskom kotaru, 1993.

### Natječajni radovi
- Plivalište na Delti, Rijeka, 1949.

(Radi kao suradnik arhitekta Vladimira Turine)
- Regulacija predjela Petak u Crikvenici, 1949., III. nagrada

(Koautori: Božidar Kolonić, Slobodan Jovičić i Ivan Seifert)
- Paviljon studentskog odmarališta u Mežaljki kod Bleda, 1950.

- Upravna zgrada Tvornice „Rade Končar“ u Zagrebu, 1952. – 1953., otkup

(Koautori: Antun Ulrich i Dragica Perak)
- Stambena zgrada Jugoslavenske linijske plovidbe, Rijeka, 1953., otkup

Realizacija 1953.
(Koautor: Antun Ulrich)
- Medicinski centar u Slavonskom Brodu, 1953., I. nagrada

(Koautor: Antun Ulrich)
- Centar za kulturu i fizičku kulturu u Kopru, 1953., III. nagrada

(Koautori: Slobodan Jovičić, Božidar Kolonić i Ivan Seifert)
- Osmogodišnja škola u Podsusedu, 1953., III. nagrada

(Koautori: Slobodan Jovičić i Božidar Kolonić)
- Osmogodišnja škola Pantovčak u Zagrebu, 1953., I. nagrada

Realizacija 1953. – 1957.
(Koautor: Antun Ulrich)
- Medicinski centar u Doboju, 1954., I. nagrada

(Koautor: Antun Ulrich)
- Dom ratnih vojnih invalida u Skoplju, 1954.

(Koautor: Antun Ulrich)
- Centar za rehabilitaciju ratnih vojnih invalida u Banjoj Luci, 1954.

- Administrativno- stambeni objekt u Banjoj Luci, 1954., otkup

(Koautori: Slobodan Jovičić i Božidar Kolonić)
- Gradski poslovni hotel u Gruž kod Dubrovnika, 1954., III. nagrada

- Bolnica za TBC u Petrinji, 1954, I. nagrada

- Radničko sveučilište „Moša Pijade“ u Zagrebu, 1953., I. nagrada

Realizacija 1956. – 1961.
(Koautori natječajnog projekta: Radovan Nikšić i Petar Kušan)
- Filozofski fakultet u Zagrebu, 1955., VI. Nagrada

(Koautori: Aleksandar Dragmanović, Radovan Nikšić i Petar Kušan)
- Zgrada Narodnog odbora u Zagrebu (Gradska vijećnica), 1955., IV. nagrada

(Koautori: Božidar Kolinić i Slobodan Jovičić)
- Ragulacija predjela Voštarnica u Zadru, 1955., I. nagrada

(Koautori: Slobodan Jovičić i Božidar Kolonić)
- Tiskara i redakcija Vjesnika u Zagrebu, 1955., II. nagrada

- Zgrada Ureda državne bezbjednosti sa zatvorima u Zagrebu, 1955., otkup

- Urbanističko rješenje centra Novog Zagreba (Trnje)  s arhitektonskim projektom Vijećnice, 1955. II./IV. nagrada

(Koautori: Slobodan Jovičić i Božidar Kolonić)
- Projekt za osmerokatnicu s pasažom u Ilici 1a, 1955., I/II. nagrada

Djelomična realizacija
(Koautori: Slobodan Jovičić, Božidar Kolonić i Ivan Seifert) 
- Spomenik žrtvama logora u Jajincima kod Beograda, 1958., II/IV. nagrada

(Koautori: Bernardo Bernardi, Radovan Nikšić, Dušan Džamonja i Aleksandar Dragomanović)
- Spomenik žrtvama koncentracijskog logora u Auschwitzu, 1958, X. nagrada

(Koautor: Dušan Džamonja)
- Paviljon za izložbu „Porodica i domaćinstvo“ na Zagrebačkom velesajmu, 1958. – 1959. I. nagrada

Realizacija, 1960. prenesena u Prašku ulicu, izgorjela u požaru
(Koautor: Aleksandar Dragomanović) 
- Spomenik žrtvama koncentracijskog logora u Dachauu, 1959.,  I. nagrada

(Koautor: Dušan Džamonja)
- Urbanističko rješenje Marin- dvora u Sarajevu i zgrada Republičke skupštine, 1959.

(Radi kao suradnik arhitekta Kazimira Ostrogovića)
- Novo kazalište na Limatt Quayu u Zürichu, 1960.

(Radi kao suradnik arhitekta Drage Iblera)
- Dom omladine u Beogradu, 1960., otkup

- Robna kuća i kino u Zagrebu, 1960., otkup

- Servisni objekt Glavnog kolodvora u Zagrebu, 1960., otkup

(Koautor: Aleksandar Dragomanović)
- Spomenik revoluciji i narodnom heroju Nikoli Demonji u Kamenskom, 1960., otkup

- Tipski stambeni tornjevi, 1960., I. nagrada

(Koautor: Aleksandar Dragomanović)
- Hotel „Ambasador“ u Opatiji, 1961., II. nagrada

(Koautor: Aleksandar Dragomanović)
- Regulacija Frankopanske ulice u Zagrebu, 1962.

(Radi kao suradnik arhitekta Ivana Vitića)
- Poslovni gradski hotel i štamparija i redakcije Oslobođenja na Marin- dvoru u Sarajevu, 1962., otkup

(Koautor: Emil Ladinek)
- Koncertna dvorana u Augsburgu, 1962., VI/XII. plasman

- Zgrada sudova i pravosudne uprave u Zagrebu (Palača pravde), 1961., I. nagrada

Realizacija 1962. – 1966.
(Koautor: Ana Neidhardt Kučan)
- Sveučilišni centar u Dublinu, 1965., XX. plasman

(Koautori: Sena Gvozdanović Sekulić i Mladen Kauzlarić)
- Stambeno naselje s opskrbnim i rekreacionim centrom šireg područja u Unterpfaffenhofenu kod  Münchena, 1967., I. nagrada

Realizacija 1968. 
- Stambeno naselje starijih ljudi u Bad Salzuflenu, 1967., I. nagrada

Realizavija 1969.
- Luksuzni hotel na Johanninsbergu u Bielefeldu, 1967., I. nagrada

- Robna kuća RI u Rijeci, 1970., I. nagrada,

Realizacija 1970. – 1974.
(Koautori: Boris Babić i Vjera Kučan)
- Hotelski kompleks u Pirovcu, 1970., I. nagrada

- Jugoslovensko narodno pozorište u Beogradu, 1974., XI. plasman

(Koautori: Giulio Rossi Crepsi i Marijan Vejvoda)
- Robna kuća namještaja Poduzeća Drvo u Rijeci, 1977., I. nagrada

- Međumjesni telefonsko – telegrafski centar u Osijeku, 1977., I. nagrada

- Ugostiteljsko-rekreacijski centar u Kotoru, 1980., I/III. plasman

- Hotel u Kotoru, 1980., I/III. plasman
- Ugostiteljsko-rekreacioni centar u Kotoru, 1980. I. nagrada

Realizacija 1981.
- Uređenje područja Alter Markt u povijesnoj jezgri Rostocka, 1984.

(Koautor: Vjera Kučan)
- Upravna zgrada Brodogradilišta 3. maj u Rijeci, 1986.

- Urbanistički plan centra zapadnog Zameta u Rijeci, 1991., I. nagrada

(Koautor: Vjera Kučan)
- World Trade Centar na području Zagrebačkog velesajma, 1991.

(Koautor: B. Orlić)
- Hrvatski dom u Vinkovcima, 1994., otkup

(Koautor: Vjera Kučan)

## Stručne dužnosti 1955. – 1987.
- Član Upravnog odbora Društva arhitekata grada Zagreba

- Član Upravnog odbora Društva arhitekata Rijeke

- Član Upravnog odbora Društva urbanista Rijeke

- Član komisije za natječaje Saveza arhitekata Hrvatske

- Član Umjetničkog Saveza arhitekata Hrvatske

- Član Upravnog odbora Saveza arhitekata Hrvatske

- Tajnik Saveza arhitekata Hrvatske

- Član predsjedništva Saveza arhitekata Hrvatske

- Potpredsjednik Saveza arhitekata Hrvatske

- Predsjednik Saveza arhitekata Hrvatske

- Član redakcijskog odbora časopisa Čovjek i prostor

## Nagrade i priznanja
- Priznanje za suradnju i pomoć kod ostvarenja II. međunarodne revijalne izložbe Porodica i domaćinstvo, 1958.

- Nagrada Grada Zagreba za projekt radničkog sveučilišta Moše Pijade, 1961.

- Priznanje Industroprojekta, 1966.

- Priznanje Zagrebačkog salona za spomenik u Dachauu, 1966.

- Nagrada V. zagrebačkog salona za arhitekturu i urbanizam za realizaciju Palače pravde u Zagrebu, 1970.

- Povelja zaslužnom članu saveza arhitekata Hrvatske za izvanredne zasluge na ostvarenju ciljeva i zadataka Saveza arhitekata Hrvatske u razdoblju 1945. – 1972., 1972.

- Godišnja nagrada Viktor Kovačić, 1974.

- Priznanje radne organizacije Rijekaprojekt, 1978.

## Vanjske poveznice
- Kučan, Ninoslav Hrvatska tehnička enciklopedija, portal hrvatske tehničke baštine. LZMK